# テリー・ポロ
テリー・ポロ（Teri Polo、1969年6月1日 - ）は、アメリカ合衆国の女優。

## 出演作品
- クリミナル・マインド７　ＦＢＩ行動分析課
- キャッスル　～ミステリー作家は事件がお好き シーズン3
- LAW & ORDER： LA
- ミート・ザ・ペアレンツ3
- ミディアム６　霊能者アリソン・デュボア
- エンド・オブ・トゥモロー
- ザ・ホール
- 私はラブ・リーガル
- 名探偵モンク7
- LAW & ORDER： 性犯罪特捜班 シーズン10
- ゴースト　～天国からのささやき シーズン4
- ＣＳＩ：マイアミ7
- ＮＵＭＢ３ＲＳ　ナンバーズ　～天才数学者の事件ファイル シーズン3
- ザ・ホワイトハウス7（ヘレン・サントス）
- ザ・ホワイトハウス6（ヘレン・サントス）
- ミート・ザ・ペアレンツ2（パム・バーンズ）
- すべては愛のために（シャーロット）
- ザ・プラクティス／ボストン弁護士ファイル シーズン7
- ミラクル・タッチダウン
- アンディ・ガルシア　沈黙の行方
- ドメスティック・フィアー（スーザン）
- ミート・ザ・ペアレンツ
- フェリシティの青春 第2シリーズ
- チェンジ・オブ・ハート／天使が舞い降りた街
- ラブ・アフター・デス
- プレイヤー・イン・ザ・ダーク
- ハウス・オブ・フランケンシュタイン
- アライバル/侵略者（シャー）
- シカゴホープ 第1シーズン
- 騎馬警官 第1シーズン
- アスペン
- 銃弾の微笑
- ボンバー・ライダーズ
- ミステリー・デイト
- ファントム・オブ・オペラ
- フォスター家の事情
- 愛と精霊の家